# Julija Čepalova
Julija Anatol'evna Čepalova, traslitterazione anglosassone Yuliya Anatolyevna Chepalova (in russo Юлия Анатольевна Чепалова?; Komsomol'sk-na-Amure, 23 dicembre 1976), è un'ex fondista russa.
Vincitrice di sei medaglie olimpiche (tre ori) e altrettante mondiali (due ori), ha inoltre conquistato la Coppa del Mondo assoluta nel 2000-2001.
È moglie di Vasilij Ročev, a sua volta fondista di alto livello.

## Biografia
Figlia di Anatolij Čepalov, allenatore di fondo, iniziò a sciare fin da giovanissima. Debuttò in campo internazionale ai Mondiali juniores di Harrachov del 1993, subito vincendo la sua prima medaglia nella manifestazione iridata giovanile.
In Coppa del Mondo debuttò il 25 novembre 1995 nella 5 km a tecnica classica di Vuokatti (40ª), ottenne il primo podio il 17 dicembre successivo nella staffetta di Santa Caterina Valfurva (3ª) e la prima vittoria il 7 dicembre 1997 nella medesima località, sempre in staffetta. Saltò interamente le stagioni 2002-2003 e 2006-2007 per maternità; rientrò in attività nell'inverno 2007-2008, dedicandosi anche al biathlon. Oltre alla vittoria della Coppa del Mondo assoluta e di nel 2001 e di quella di distanza nel 2006, la Čepalova ha terminato altre cinque stagioni tra le prime dieci in classifica generale.
In carriera ha preso parte a tre edizioni dei Giochi olimpici invernali, Nagano 1998 (13ª nella 5 km, 1ª nella 30 km, 6ª nell'inseguimento), Salt Lake City 2002 (2ª nella 10 km, 3ª nella 15 km, 9ª nella 30 km, 1ª nello sprint, 4ª nell'inseguimento) e Torino 2006 (26ª nella 10 km, 2ª nella 30 km, 27ª nello sprint, 9ª nell'inseguimento, 1ª nella staffetta) e a tre dei Campionati mondiali, vincendo sei medaglie.
Il 25 agosto 2009 è stata resa nota la sua positività ad un test antidoping effettuato dopo la gara di Coppa del Mondo della Val di Fiemme del 3 gennaio precedente; tutti i risultati ottenuti da allora sono stati annullati e la Čepalova è stata squalificata per due anni. Immediatamente la sciatrice ha annunciato il proprio ritiro dall'attività agonistica.

## Bilancio della carriera
È stata una delle più grandi interpreti di tutti i tempi della sciata a tecnica libera (in cui ha ottenuto la maggioranza dei suoi successi). È stata inoltre l'unica, assieme alla connazionale Larisa Lazutina, ad aver conquistato per ben tre volte la gara più prestigiosa del circuito, la 30 km di Holmenkollen.

## Palmarès

### Olimpiadi
- 6 medaglie:
  - 3 ori (30 km a Nagano 1998; sprint  Salt Lake City 2002; staffetta a Torino 2006)
  - 2 argenti (10 km a Salt Lake City 2002; 30 km a Torino 2006)
  - 1 bronzo (15 km a Salt Lake City 2002)

### Mondiali
- 6 medaglie:
  - 2 ori (staffetta a Lahti 2001; inseguimento a Oberstdorf 2005)
  - 2 argenti (10 km, staffetta a Oberstdorf 2005)
  - 2 bronzi (sprint a Lahti 2001; sprint a squadre a Oberstdorf 2005)

### Mondiali juniores
- 5 medaglie:
  - 3 ori (15 km a Breitenwang 1994; 15 km a Gällivare 1995; 15 km ad Asiago 1996)
  - 1 argento (15 km a Harrachov 1993)
  - 1 bronzo (5 km ad Asiago 1996)

### Coppa del Mondo
- Vincitrice della Coppa del Mondo nel 2001
- Vincitrice della Coppa del Mondo di distanza nel 2006
- 51 podi (33 individuali, 18 a squadre[4]):
  - 26 vittorie (18 individuali, 8 a squadre)
  - 12 secondi posti (8 individuali, 4 a squadre)
  - 13 terzi posti (7 individuali, 6 a squadre)

#### Coppa del Mondo - vittorie
| Data             | Luogo                      | Paese     | Disciplina                                                           |
| ---------------- | -------------------------- | --------- | -------------------------------------------------------------------- |
| 7 dicembre 1997  | Santa Caterina di Valfurva | Italia    | 4x5 km (con Elena Välbe, Larisa Lazutina e Ol'ga Danilova)           |
| 3 gennaio 1998   | Kavgolovo                  | Russia    | 10 km TL                                                             |
| 8 marzo 1998     | Lahti                      | Finlandia | 4x5 km (con Ol'ga Danilova, Larisa Lazutina e Nina Gavryljuk)        |
| 14 marzo 1999    | Falun                      | Svezia    | 4x5 km (con Svetlana Nagejkina, Natal'ja Baranova e Larisa Lazutina) |
| 20 marzo 1999    | Oslo                       | Norvegia  | 30 km TC                                                             |
| 26 febbraio 2000 | Falun                      | Svezia    | 10 km TL                                                             |
| 18 marzo 2000    | Bormio                     | Italia    | 10 km TL PU                                                          |
| 8 dicembre 2000  | Santa Caterina di Valfurva | Italia    | 10 km TL                                                             |
| 9 dicembre 2000  | Santa Caterina di Valfurva | Italia    | 4x3 km (con Nina Gavryljuk, Ol'ga Zav'jalova e Larisa Lazutina)      |
| 13 dicembre 2000 | Clusone                    | Italia    | Sprint a squadre TL (con Ol'ga Zav'jalova)                           |
| 20 dicembre 2000 | Davos                      | Svizzera  | 15 km TC                                                             |
| 4 febbraio 2001  | Nové Město na Moravě       | Rep. Ceca | Sprint TL                                                            |
| 4 marzo 2001     | Kavgolovo                  | Russia    | 15 km TL                                                             |
| 14 marzo 2001    | Borlänge                   | Svezia    | 5 km TL                                                              |
| 17 marzo 2001    | Falun                      | Svezia    | 10 km TC                                                             |
| 25 marzo 2001    | Kuopio                     | Finlandia | 40 km TL                                                             |
| 27 novembre 2001 | Kuopio                     | Finlandia | 4x5 km (con Ol'ga Danilova, Natal'ja Baranova e Nina Gavryljuk)      |
| 12 dicembre 2001 | Brusson                    | Italia    | 10 km TL                                                             |
| 12 gennaio 2002  | Nové Město na Moravě       | Rep. Ceca | 5 km TL                                                              |
| 13 gennaio 2002  | Nové Město na Moravě       | Rep. Ceca | Sprint a squadre TL (con Evgenija Medvedeva)                         |
| 14 febbraio 2004 | Oberstdorf                 | Germania  | 15 km PU                                                             |
| 28 febbraio 2004 | Oslo                       | Norvegia  | 30 km TL                                                             |
| 12 dicembre 2004 | Val di Fiemme              | Italia    | 4x5 km (con Larisa Kurkina, Natal'ja Baranova e Evgenija Medvedeva)  |
| 6 marzo 2005     | Lahti                      | Finlandia | 10 km TL                                                             |
| 15 dicembre 2005 | Canmore                    | Canada    | 10 km TL                                                             |
| 11 marzo 2006    | Oslo                       | Norvegia  | 30 km TL                                                             |

Legenda:

PU = inseguimento

TC = tecnica classica

TL = tecnica libera

### Marathon Cup
- Miglior piazzamento in classifica generale: 4ª nel 2000
- 1 podio:
  - 1 vittoria

#### Marathon Cup - vittorie
| Data          | Gara                | Luogo   | Paese    | Distanza    |
| ------------- | ------------------- | ------- | -------- | ----------- |
| 14 marzo 2004 | Engadin Skimarathon | Samedan | Svizzera | 42 km TL MS |

Legenda:

MS = partenza in linea

TC = tecnica classica

TL = tecnica libera

## Riconoscimenti
Nel 2004 ha ricevuto la Medaglia Holmenkollen.